# Кубок Австрії з футболу 1987—1988
Кубок Австрії з футболу 1987–1988 — 54-й розіграш кубкового футбольного турніру в Австрії. Титул вперше здобув Кремсер.

## Календар
| Раунд        | Дата                       | Матчі | Клуби   |
| ------------ | -------------------------- | ----- | ------- |
| Перший раунд | 31 липня - 5 серпня 1987   | 24    | 88 → 64 |
| 1/32 фіналу  | 7-12 серпня 1987           | 32    | 64 → 32 |
| 1/16 фіналу  | 29 березня - 4 квітня 1988 | 16    | 32 → 16 |
| 1/8 фіналу   | 19 квітня 1988             | 8     | 16 → 8  |
| 1/4 фіналу   | 3 травня 1988              | 4     | 8 → 4   |
| 1/2 фіналу   | 10 травня 1988             | 2     | 4 → 2   |
| Фінал        | 24 травня/1 червня 1988    | 2     | 2 → 1   |

## Перший раунд
| Команда 1                | Рахунок      | Команда 2            |
| ------------------------ | ------------ | -------------------- |
| 31 липня - 2 серпня 1987 |              |                      |
| Філлахер (4)             | 0:6          | Вольфсбергер (3)     |
| Рапід (Лієнц) (4)        | 6:4          | Санкт-Файт (4)       |
| САК Клагенфурт (4)       | 2:1          | Блайбург (4)         |
| Фельдкірхен (3)          | 3:1          | Фрізахер (4)         |
| Міттершилль (4)          | 0:2          | Пух (3)              |
| Бішофсгофен (4)          | 0:1          | АСВ Зальцбург (4)    |
| Галльванг (4)            | 3:2          | АСК Зальцбург (3)    |
| Рум (3)                  | 4:1          | Целль-ам-Зее (3)     |
| Філш (4)                 | 0:6          | Ваттенс (Тіроль) (3) |
| Вікторія (Брегенц) (4)   | 2:3          | Гаймінг (3)          |
| Кефлах (4)               | 1:6          | ЕШК Грац (4)         |
| Браунау (4)              | 1:2          | Рід (3)              |
| Кіндберг (4)             | 2:0          | Брук/Мур (4)         |
| Адміра Дорнбірн (3)      | 0:1          | Гогенемс (3)         |
| Вінер-Нойдорф (3)        | 5:0          | Зіммерингер (4)      |
| Гріскірхен (4)           | 5:2          | Гарштен (4)          |
| Гартберг (3)             | 3:0          | Донауфельд (3)       |
| Дорнбірн (3)             | 7:0          | Альтах (3)           |
| Галл (3)                 | 1:5          | Кундль (3)           |
| Штайреремюль (4)         | 1:1 пен. 2:3 | Андорф (4)           |
| Трофаях (4)              | 1:2          | Дойчландшберг (4)    |
| Штадлау (4)              | 3:3 пен. 4:3 | Цветтль (3)          |
| 5 серпня 1987            |              |                      |
| Флорідсдорфер (3)        | 1:0          | Штоккерау (3)        |
| Пінкафельд (3)           | 0:1          | Рудершдорф (4)       |

(*) — порядковий номер нижчих ліг, у яких грають клуби в поточному сезоні.

## 1/32 фіналу
| Команда 1                | Рахунок      | Команда 2               |
| ------------------------ | ------------ | ----------------------- |
| 7 серпня 1987            |              |                         |
| Дорнбірн (3)             | 1:0          | Кундль (3)              |
| 8 серпня 1987            |              |                         |
| Цветтль (3)              | 2:1          | Баденер (3)             |
| Пух (3)                  | 5:1          | АСВ Зальцбург (4)       |
| 10 серпня 1987           |              |                         |
| Андорф (4)               | 1:1 пен. 4:2 | Грацер                  |
| 11 серпня 1987           |              |                         |
| Галльванг (4)            | 1:2          | Сваровскі-Тіроль        |
| Рум (3)                  | 2:5          | Аустрія (Зальцбург) (2) |
| Ваттенс (Тіроль) (3)     | 2:0          | Зальцбургер 1914 (2)    |
| Гогенемс (3)             | 2:1          | УСВ Зальцбург (2)       |
| Тульн (3)                | 1:6          | Аустрія (Відень)        |
| Ваккер/Грос Вікторія (4) | 2:4          | Вінер Шпорт-Клуб        |
| Санкт-Магдалена (4)      | 2:0          | Аустрія (Клагенфурт)    |
| Санкт-Маргаретен (3)     | 0:4          | Кремсер (2)             |
| Рудершдорф (4)           | 0:2          | Вінер-Нойдорф (3)       |
| Нойберг (4)              | 2:4          | ФФБ Медлінг             |
| Рід (3)                  | 1:0          | ФОЕСТ (Лінц)            |
| Аматор Штайр (4)         | 2:6          | Штурм                   |
| Рапід (Лієнц) (4)        | 2:1          | Гріскірхен (4)          |
| Кіндберг (4)             | 1:4          | ЛАСК Лінц               |
| Дойчландшберг (4)        | 2:1          | Донавіц (Леобен) (2)    |
| Вінер-Нойштадт (3)       | 5:0          | Блінденмаркт (4)        |
| Слован (Відень) (3)      | 1:0          | Адміра/Ваккер           |
| Флорідсдорфер (3)        | 1:4          | Ферст Вієнна            |
| Вольфсбергер (3)         | 3:2 дч       | Гартберг (3)            |
| Айнтрахт (Велш) (4)      | 1:0          | Флавія Солва (2)        |
| Вайц (4)                 | 1:1 пен. 4:5 | Фельдкірхен (3)         |
| САК Клагенфурт (4)       | 1:0          | Капфенберг (2)          |
| Брук/Лейта (4)           | 0:4          | Рапід (Відень)          |
| ЛУВ Грац (4)             | 1:1 пен. 5:4 | Шпітталь (2)            |
| ЕШК Грац (4)             | 1:2          | Форвертс (Штайр) (2)    |
| Швехат (3)               | 3:7          | Санкт-Пельтен (2)       |
| Гаймінг (3)              | 1:6 дч       | Куфштайн (2)            |
| 12 серпня 1987           |              |                         |
| Оберварт (3)             | 2:1          | Айзенштадт (2)          |

## 1/16 фіналу
| Команда 1            | Рахунок      | Команда 2               |
| -------------------- | ------------ | ----------------------- |
| 29 березня 1988      |              |                         |
| ЛУВ Грац (4)         | 0:0 пен. 3:5 | ЛАСК Лінц               |
| Рапід (Лієнц) (4)    | 0:3          | Сваровскі-Тіроль        |
| Слован (Відень) (3)  | 1:3          | Ферст Вієнна            |
| Вінер-Нойштадт (3)   | 0:1          | Рапід (Відень)          |
| Санкт-Магдалена (4)  | 1:7          | Аустрія (Відень)        |
| 3 квітня 1988        |              |                         |
| САК Клагенфурт (4)   | 3:2          | Форвертс (Штайр) (2)    |
| 4 квітня 1988        |              |                         |
| Ваттенс (Тіроль) (3) | 3:0          | Аустрія (Зальцбург) (2) |
| Пух (3)              | 2:0          | Гогенемс (3)            |
| Фельдкірхен (3)      | 0:1          | ФФБ Медлінг             |
| Цветтль (3)          | 1:4          | Кремсер (2)             |
| Айнтрахт (Велш) (4)  | 0:1 дч       | Рід (3)                 |
| Вінер-Нойдорф (3)    | 0:3          | Санкт-Пельтен (2)       |
| Оберварт (3)         | 0:1          | Вінер Шпорт-Клуб        |
| Дойчландшберг (4)    | 0:3          | Штурм                   |
| Вольфсбергер (3)     | 2:1          | Андорф (4)              |
| Дорнбірн (3)         | 1:1 пен. 3:5 | Куфштайн (2)            |

## 1/8 фіналу
| Команда 1          | Рахунок      | Команда 2            |
| ------------------ | ------------ | -------------------- |
| 19 квітня 1988     |              |                      |
| Санкт-Пельтен (2)  | 0:1 дч       | ЛАСК Лінц            |
| Рід (3)            | 0:1          | Сваровскі-Тіроль     |
| Рапід (Відень)     | 1:2 дч       | Ферст Вієнна         |
| САК Клагенфурт (4) | 1:1 пен. 3:4 | Ваттенс (Тіроль) (3) |
| Кремсер (2)        | 2:0          | Пух (3)              |
| Аустрія (Відень)   | 2:2 пен. 1:3 | Штурм                |
| Вольфсбергер (3)   | 1:1 пен. 4:5 | Вінер Шпорт-Клуб     |
| ФФБ Медлінг        | 1:1 пен. 4:2 | Куфштайн (2)         |

## 1/4 фіналу
| Команда 1            | Рахунок | Команда 2        |
| -------------------- | ------- | ---------------- |
| 3 травня 1988        |         |                  |
| Ваттенс (Тіроль) (3) | 3:4     | ЛАСК Лінц        |
| Штурм                | 1:5     | Сваровскі-Тіроль |
| Ферст Вієнна         | 1:4     | ФФБ Медлінг      |
| Вінер Шпорт-Клуб     | 0:2     | Кремсер (2)      |

## 1/2 фіналу
| Команда 1        | Рахунок | Команда 2   |
| ---------------- | ------- | ----------- |
| 10 травня 1988   |         |             |
| Сваровскі-Тіроль | 4:2     | ЛАСК Лінц   |
| Кремсер (2)      | 3:1 дч  | ФФБ Медлінг |

## Фінал
| Команда 1               | Заг.    | Команда 2        | 1-й матч | 2-й матч |
| ----------------------- | ------- | ---------------- | -------- | -------- |
| 24 травня/1 червня 1988 |         |                  |          |          |
| Кремсер                 | 3:3 (ч) | Сваровскі-Тіроль | 2:0      | 1:3      |

### Перший матч
| 24 травня 1988 |

| Кремсер             | 2:0      | Сваровскі-Тіроль |
| ------------------- | -------- | ---------------- |
| Отто 22' Янешиц 70' | Протокол |                  |

| Зепп-Долль-Штадіон, Кремс-ан-дер-Донау Глядачів: 9 000 Арбітр: Фрідріх Копе |

### Повторний матч
| 1 червня 1988 |

| Сваровскі-Тіроль                     | 3:1      | Кремсер   |
| ------------------------------------ | -------- | --------- |
| Вацингер 46' Шпільманн 80' Марко 90' | Протокол | Вольф 13' |

| Тіволі, Інсбрук Глядачів: 9 000 Арбітр: Гельмут Коль |